# Сторжина
Сторжина је француска, румунска и српска драма из 2014. године, коју је режирао Раду Михај. Филм је сниман на граници између Србије и Румуније.

## Радња
Виорел има 12 година и живи са дедом у селу на обали Дунава. Заједно са дедом он рестаурира фигуре на старој вртешци. Мирко је син полицајца у селу на српској страни Дунава, који дане проводи играјући игрице на компјутеру у канцеларији свог оца. Дечаци имају бродић на даљинско управљање помоћу којег један другом шаљу разне предмете. Када Вирел пронађе пиштољ на дедином тавану, животи дечака ће се потпуно променити.

## Улоге
| Глумац           | Улога  |
| ---------------- | ------ |
| Павле Чемерикић  | Мирко  |
| Ана Ционтеа      |        |
| Небојша Глоговац | Драган |
| Ремус Маргинеу   |        |
| Сербан Павлу     |        |
| Андреј Ротару    |        |